# راجيف جوزيف
راجيف جوزيف (بالإنجليزية: Rajiv Joseph)‏ هو كاتب سيناريو وكاتب مسرحي أمريكي، ولد في 16 يونيو 1974 في كليفلاند في الولايات المتحدة.

## وصلات خارجية
- راجيف جوزيف على موقع IMDb (الإنجليزية)
- راجيف جوزيف على موقع قاعدة بيانات برودواي على الإنترنت (الإنجليزية)
- راجيف جوزيف على موقع قاعدة بيانات الفيلم (الإنجليزية)